# Strada europea E32
La E32 è una strada europea che collega Colchester a Harwich. Come si evince dalla numerazione, si tratta di una strada intermedia con direzione ovest-est.

## Percorso
La E32 è definita con i seguenti capisaldi di itinerario: "Colchester - Harwich".